# Idris Ier (roi de Libye)
Pour les articles homonymes, voir Idris.
Muhammad Idris bin Muhammad al-Mahdi as-Senussi (en arabe : إدريس (Idrīs)), né le 12 mars 1889 à Al-Jaghboub dans le Cheikat Senousside de Cyrénaïque, aujourd'hui Libye, et mort le 25 mai 1983 au Caire en Égypte, est un chef politique et religieux libyen qui est roi de Libye du 24 décembre 1951 jusqu'à son éviction lors du coup d'État du 1er septembre 1969. Il dirige le Royaume-Uni de Libye de 1951 à 1963, après quoi le pays devient simplement connu sous le nom de royaume de Libye. Idris est auparavant émir de Cyrénaïque et de Tripolitaine des années 1920 jusqu'en 1951. Il est le chef de l'ordre musulman Senussi.
Idris nait dans l'ordre Senussi. Lorsque son cousin Ahmed Sharif as-Senussi abdique de son poste de chef de l'Ordre, Idris prend sa place. Les Britanniques et les Italiens combattent l'Ordre lors de la campagne Senussi. Idris met fin aux hostilités et, grâce au Modus vivendi d'Acroma (en), abandonne la protection ottomane. Entre 1919 et 1920, l'Italie reconnait le contrôle des Senussi sur la majeure partie de la Cyrénaïque en échange de la reconnaissance de la souveraineté italienne par Idris. Idris dirige son Ordre dans une tentative infructueuse de conquérir la partie orientale de la République tripolitaine.
Après la Seconde Guerre mondiale, l'Assemblée générale des Nations unies demande l'indépendance de la Libye. Le Royaume-Uni de Libye s'établit par l'unification de la Cyrénaïque, de la Tripolitaine et du Fezzan, nommant Idris pour le diriger comme roi. Exerçant une influence politique significative dans ce pays pauvre, il interdit les partis politiques et, en 1963, remplace le système fédéral libyen par un État unitaire. Il établit des liens avec les puissances occidentales, permettant au Royaume-Uni et aux États-Unis d'ouvrir des bases militaires dans le pays en échange d'une aide économique. Après la découverte de pétrole en Libye en 1959, il supervise l’émergence d’une industrie pétrolière en pleine croissance qui contribue à la croissance économique. Le régime d'Idris est affaibli par la montée du sentiment nationaliste et socialiste arabe en Libye, ainsi que par la frustration croissante face aux niveaux élevés de corruption et aux liens étroits du pays avec les pays occidentaux. Alors qu'il est en Turquie pour des soins médicaux, Idris est renversé lors d'un coup d'État en 1969 par des officiers de l'armée dirigée par Mouammar Kadhafi.

## Biographie

### Émir de Cyrénaïque

Les provinces traditionnelles de Libye ; Idris est originaire de la province orientale de Cyrénaïque

Idris naît à Al-Jaghbub, siège du mouvement Senussi, le 12 mars 1889 (bien que certaines sources donnent l'année 1890), fils de Sayyid Muhammad al-Mahdi bin Sayyid Muhammad al-Senussi et de sa troisième épouse Aisha bint. Muqarrib al-Barasa[réf. nécessaire]. Il est un petit-fils de Sayyid Muhammad ibn Ali as-Senussi, le fondateur de l'ordre soufi musulman Senussi et de la tribu Senussi en Afrique du Nord. La famille d'Idris prétend descendre du prophète islamique Mahomet par l'intermédiaire de sa fille, Fatimah. Les Senussi sont une secte islamique sunnite revivaliste basée en grande partie en Cyrénaïque, une région de l’est de la Libye actuelle. Le sultan ottoman Abdul Hamid II envoie son aide de camp Azmzade Sadik El Mueyyed à Jaghbub en 1886 et à Kufra en 1895 pour entretenir des relations positives avec les Senussi et contrer le partage de l'Afrique. À la fin du XIXe siècle, l'ordre Senussi établit un gouvernement en Cyrénaïque, unifiant ses tribus, contrôlant ses routes de pèlerinage et commerciales et collectant des impôts.
Après que la Regio Esercito (l'armée royale italienne) ait envahi la Cyrénaïque en 1913 dans le cadre de son invasion plus large de la Libye, l'Ordre Senussi a riposté contre eux. En 1916, Idris devient chef de l'ordre Senussi, à la suite de l'abdication de son cousin Sayyid Ahmed Sharif es Senussi. En prenant le pouvoir, Idris a mis un terme à ces attaques. Au lieu de cela, il établit une alliance tacite avec l'Empire britannique, qui dure un demi-siècle et accorde à son Ordre un statut diplomatique de facto. Il est reconnu par les Britanniques sous le nouveau titre d'émir du territoire de Cyrénaïque, position également confirmée par les Italiens en 1920. Il est également installé comme émir de Tripolitaine le 28 juillet 1922. Les relations entre l'Ordre Senussi et la République tripolitaine nouvellement établie sont acrimonieuses. Les Senussi tentent d'étendre militairement leur pouvoir dans l'est de la Tripolitaine, ce qui entraîne une bataille rangée à Bani Walid au cours de laquelle les Senussi ont été contraints de se retirer en Cyrénaïque.
À la fin de la Première Guerre mondiale, l'Empire ottoman cède ses prétentions sur la Libye au royaume d'Italie. L'Italie, cependant, est confrontée à de graves problèmes économiques, sociaux et politiques au niveau national et n'est pas prête à relancer ses activités militaires en Libye. L'Italie publie un accord pour la république tripolitaine et les Libyens qui peuvent obtenir la citoyenneté libyenne-italienne tout en ayant son propre parlement et son propre conseil d'administration. En tant que représentant des Sanussi, Idris se rend à Rome dans le cadre des célébrations marquant la promulgation du règlement. En octobre 1920, de nouvelles négociations entre l'Italie et la Cyrénaïque aboutissent à l'accord d'al-Rajma, dans lequel Idris reçoit le titre d'émir de Cyrénaïque et est autorisé à administrer de manière autonome les oasis autour de Kufra, Jalu, Jaghbub, Awjila et Ajdabiya. Dans le cadre de l'accord, il reçoit une allocation mensuelle du gouvernement italien, qui accepte d'assumer la responsabilité du maintien de l'ordre et de l'administration des zones sous le contrôle de Senussi. L'accord stipule qu'Idris doit remplir les exigences de la Legge Fondamentale en dissolvant les unités militaires cyrénaïques, mais il ne s'y conforme pas. À la fin de 1921, les relations entre l'Ordre Senussi et le gouvernement italien se détériorent.
Après la mort du dirigeant tripolitain Ramadan Asswehly en août 1920, la République sombre dans la guerre civile. De nombreux chefs tribaux de la région reconnaissent que cette discorde affaiblit les chances de la région d'atteindre une pleine autonomie vis-à-vis de l'Italie et, en novembre 1920, ils se réunissent à Gharyan pour mettre fin à la violence. En janvier 1922, ils acceptent de demander à Idris d'étendre l'émirat de Cyrénaïque à la Tripolitaine afin d'apporter la stabilité ; ils présentent un document formel avec cette demande le 28 juillet 1922. Les conseillers d'Idris sont divisés sur la question de savoir s'il doit ou non accepter l'offre. Cela contrevient à l’accord d’al-Rajma et nuit aux relations avec le gouvernement italien qui s’oppose à l’unification politique de la Cyrénaïque et de la Tripolitaine car elle est contraire à leurs intérêts. Néanmoins, en novembre 1922, Idris accepte la proposition.

### Exil: 1922-1951
À la suite de l'accord, l'émir Idris craint que l'Italie, sous la direction de son nouveau leader fasciste Benito Mussolini, ne riposte militairement contre l'ordre Senussi, et il s'est donc exilé dans le nouveau royaume d'Égypte (anciennement connu sous le nom de Sultanat d'Égypte) en décembre1922. Bientôt, la reconquête italienne de la Libye commence et, à la fin de 1922, la seule résistance anticoloniale efficace à l’occupation est concentrée dans l’arrière-pays cyrénaïque.

Le drapeau de la Cyrénaïque utilisé entre 1949 et 1951

Après le déclenchement de la Seconde Guerre mondiale en septembre 1939, Idris soutint le Royaume-Uni – désormais en guerre contre l’Italie – dans l’espoir de débarrasser son pays de l’occupation italienne. Il fait valoir que même si les Italiens sont victorieux, la situation du peuple libyen ne serait pas différente de ce qu'elle est avant la guerre. Les délégués des Cyrénaïens et des Tripolitains sont convenus qu'Idris devrait conclure des accords avec les Britanniques selon lesquels ils obtiendraient leur indépendance en échange d'un soutien pendant la guerre. En privé, Idris n'a pas promu l'idée de l'indépendance de la Libye auprès des Britanniques, suggérant plutôt que la Libye devienne un protectorat britannique semblable à la Transjordanie. Une force arabe libyenne, composée de cinq bataillons d'infanterie composés de volontaires, est créée pour soutenir l'effort de guerre britannique. À l'exception d'un engagement militaire près de Benghazi, le rôle de cette force ne s'est pas étendu au-delà des fonctions de soutien et de gendarmerie.
Après la défaite des armées italiennes, la Libye est laissée sous le contrôle militaire des forces britanniques et françaises. Ils gouvernent la région jusqu'en 1949 selon la convention de La Haye de 1907. En 1946, un Congrès national est créé pour jeter les bases de l’indépendance ; il est dominé par l'Ordre Senussi. En septembre 1948, la question de l'avenir de la Libye est portée devant l'Assemblée générale des Nations unies, qui présente son soutien à une indépendance totale. En 1949, les Britanniques déclarent unilatéralement qu'ils quittent la Cyrénaïque et lui accordent l'indépendance sous le contrôle d'Idris ; ce faisant, ils pensent qu’elle reste sous leur propre sphère d’influence. De même, la France établit un gouvernement provisoire au Fezzan en février 1950.
En novembre 1949, l’Assemblée générale des Nations Unies adopte une résolution sur l’indépendance de la Libye, stipulant que celle-ci doit devenir réalité d’ici janvier 1952. La résolution appelle à ce que la Libye devienne un État unique dirigé par Idris, qui doit être déclaré roi de Libye. Il hésite à accepter ce poste. Le concept de royaume est étranger à la société libyenne où les loyautés envers la famille, la tribu et la région – ou alternativement envers la communauté musulmane mondiale – sont bien plus fortes qu’à tout concept de nation libyenne.

### Roi de Libye: 1951-1969

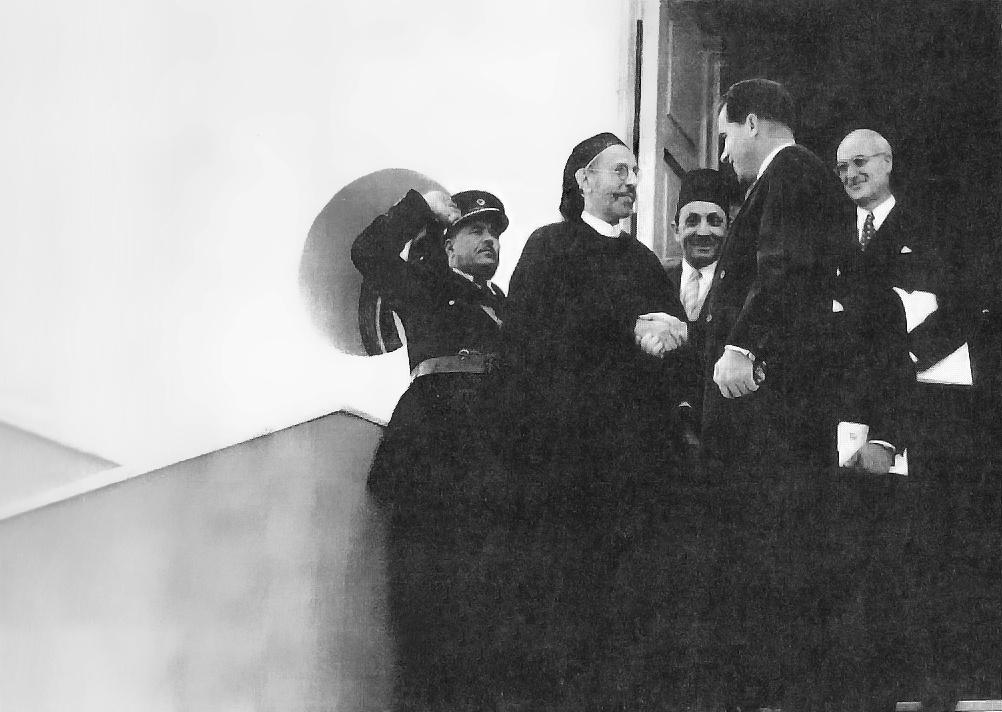
Le roi Idris avec et Richard Nixon (mars 1957)

Le 24 décembre 1951, Idris annonce la création du Royaume-Uni de Libye depuis le palais al-Manar à Benghazi. Le Royaume est établi selon des principes fédéraux , ce sur quoi la Cyrénaïque et le Fezzan ont insisté, craignant d'être autrement dominés par la Tripolitaine, où vivaient les deux tiers de la population libyenne.

Selon le journaliste Jonathan Bearman, le roi Idris est « nominalement un monarque constitutionnel », mais en pratique « un chef spirituel doté d'un pouvoir temporel autocratique » , la Libye étant une « dictature monarchique » plutôt qu'une monarchie constitutionnelle ou une démocratie parlementaire. La nouvelle constitution accorde à Idris un pouvoir personnel important  et il est resté un acteur crucial dans le système politique du pays. Idris règne via un cabinet du palais, à savoir son diwan royal, qui contient un chef de cabinet, deux adjoints et des conseillers principaux. Ce diwan travaille en consultation avec le gouvernement fédéral pour déterminer la politique de l'État libyen.

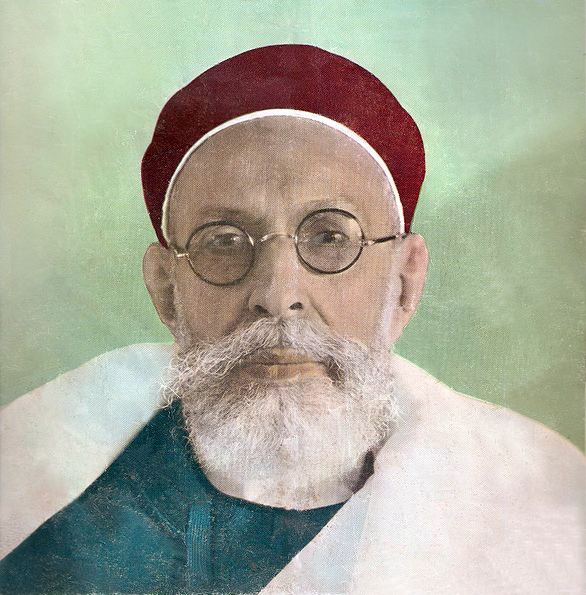
Le roi Idris en couverture du magazine libyen Al Iza'a, 15 août 1965

Le roi Idris est un fervent musulman effacé ; il refuse que son portrait figure sur la monnaie libyenne et insiste pour que rien ne porte son nom, à l'exception de l'aéroport de Tripoli Idris. Le régime d'Idris interdit aux partis politiques d'opérer dans le pays, affirmant qu'ils exacerbent l'instabilité interne. À partir de 1952, tous les candidats aux élections sont des candidats du gouvernement. En 1954, le Premier ministre Mustafa Ben Halim suggère que la Libye passe d'un système fédéral à un système unitaire et qu'Idris soit proclamé président à vie. Idris reconnait que cela résoudrait les problèmes causés par le fédéralisme et mettrait un terme aux intrigues au sein de la famille Senussi autour de sa succession. Il demande à Ben Halim de rédiger un projet formel de ces plans, mais l'idée est abandonnée face à l'opposition des chefs tribaux cyrénaïens.
Sous le roi Idris, la Libye se trouve dans la sphère d’influence occidentale. Elle devient bénéficiaire de l’expertise et de l’aide occidentales et, à la fin de 1959, elle reçoit plus de 100 millions de dollars d’aide des États-Unis, devenant ainsi le plus grand bénéficiaire par habitant de l’aide américaine. Les entreprises américaines jouent également un rôle de premier plan dans le développement de l’industrie pétrolière libyenne. 

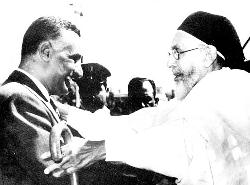
Le roi Idris rencontre le président égyptien Nasser

Au cours des années 1950, un certain nombre de sociétés étrangères prospectent du pétrole en Libye, le gouvernement du pays ayant adopté la loi sur les minéraux de 1953, puis la loi sur le pétrole de 1955 pour réglementer ce processus. En 1959, du pétrole est découvert en Libye. En quelques années, la Libye devient le quatrième producteur mondial de pétrole. En 1961, l’industrie pétrolière exerce la plus grande influence sur la politique libyenne que tout autre sujet. En 1962, la Libye rejoint l’Organisation des pays exportateurs de pétrole (OPEP).
La Libye connait une corruption et un favoritisme endémiques. Un certain nombre de scandales de corruption très médiatisés touchent les plus hauts niveaux du gouvernement d'Idris. En juin 1960, Idris publie une lettre publique dans laquelle il condamne cette corruption, affirmant que les pots-de-vin et le népotisme « détruiraient l'existence même de l'État et sa bonne réputation tant au pays qu'à l'étranger ».
Le 26 avril 1963, le roi Idris abolit le système fédéral libyen. Les assemblées législatives provinciales et les systèmes judiciaires provinciaux sont également abolis. Cela lui permet de concentrer la planification économique et administrative à un niveau national centralisé  et désormais tous les impôts et revenus pétroliers sont dirigés directement vers le gouvernement central. La réforme donne à Idris un pouvoir politique bien plus grand qu’il n’en avait auparavant. Au milieu des années 1960, Idris commence à se retirer de plus en plus de toute participation active à la gouvernance du pays.

### Vie privée
Vandewalle a caractérisé le roi Idris comme « un individu érudit dont toute la vie serait marquée par une réticence à s'engager dans la politique ». Pour Vandewalle, Idris est un « dirigeant bien intentionné mais réticent »,  ainsi qu'« un homme pieux, profondément religieux et effacé ». Le Premier ministre libyen Ben Halim a déclaré : « J'étais sûr... qu'[Idris] souhaitait sincèrement des réformes, mais je savais par expérience qu'il devenait hésitant lorsqu'il estimait qu'une telle réforme affecterait les intérêts de son entourage. progressivement jusqu'à ce qu'il abandonne les projets de réforme, ému par les chuchotements de son entourage.
En 1955, n'ayant pas réussi à produire d'héritier mâle, il convainquit la reine Fatimah, son épouse depuis 20 ans, de le laisser épouser une seconde épouse, Aliya Abdel Lamloun, fille d'un riche chef bédouin. Le deuxième mariage eut lieu le 5 juin 1955. Les deux épouses tombèrent alors enceintes et chacune lui donna un fils.
Au total, le roi Idris s'est marié cinq fois :
- A Kufra, 1896/1897, sa cousine, Sayyida Aisha binti Sayyid Muhammad as-Sharif al-Sanussi (1873 Jaghbub – 1905 ou 1907 Kufra), fille aînée de Sayyid Muhammad as-Sharif bin Sayyid Muhammad al-Sanussi, par sa quatrième épouse, Fatima, fille de 'Umar bin Muhammad al-Ashhab, du Fezzan, dont il eut un fils décédé en bas âge ;
- A Kufra, 1907 (divorcé en 1922), sa cousine, Sakina, fille de Muhammad as-Sharif, dont il eut un fils et une fille, tous deux morts en bas âge ;
- A Kufra, 1911 (divorcée en 1915), Nafisa, fille d'Ahmad Abu al-Qasim al-Isawi, dont il eut un fils décédé en bas âge ;
- À Siwa, Égypte, 1931, sa cousine, Sayyida Fatima al-Shi'fa binti Sayyid Ahmad as-Sharif al-Sanussi, Fatimah el-Sharif (1911 Kufra – 3 octobre 2009, Le Caire, enterrée à Jannat al-Baqi, Médine, Arabie Saoudite), cinquième fille du maréchal Sayyid Ahmad as-Sharif Pacha bin Sayyid Muhammad as-Sharif al-Senussi, 3e Grand Seussi, par sa seconde épouse, Khadija, fille d'Ahmad al-Rifi, dont il eut un fils, qui est mort en bas âge;
- À l'ambassade de Libye au Caire, le 6 juin 1955 (divorcée le 20 mai 1958), Aliya Khanum Effendi (1913 Guney, Égypte), fille d'Abdul-Qadir Lamlun Asadi Pacha.

Pendant deux courtes périodes (1911-1922 et 1955-1958), le roi Idris eut deux épouses, épousant sa cinquième épouse en vue de lui fournir un héritier direct.
Le roi Idris a engendré cinq fils et une fille, dont aucun n'a survécu à l'enfance. Lui et Fatima ont adopté une fille, Suleima, une orpheline algérienne, qui leur a survécu.

### Renversement et exil
Le roi Idris utilise l’argent du pétrole pour renforcer les alliances familiales et tribales susceptibles de soutenir la monarchie, plutôt que de l’utiliser pour construire l’appareil économique ou politique de l’État. Selon Vandewalle, le roi Idris « n'a montré aucun intérêt réel à diriger les trois provinces en tant que communauté politique unifiée ». Le régime d'Idris a peu de soutien en dehors de la Cyrénaïque. Il est affaibli par la corruption et le copinage endémiques dans le pays, ainsi que par la montée du sentiment nationaliste arabe après la guerre des Six Jours de 1967.
Le 1er septembre 1969, alors que le roi Idris est en Turquie pour des soins médicaux, il est renversé lors d'un coup d'État par un groupe d'officiers de l'armée libyenne sous la direction de Mouammar Kadhafi. La monarchie est abolie et la république proclamée. Le coup d'État empêche l'abdication prévue du roi Idris et la succession de son héritier le lendemain. Depuis la Turquie, lui et la reine se sont rendus par bateau à Kamena Vourla, en Grèce, et se sont exilés en Égypte. Après le coup d'État de 1969, le roi Idris est jugé par contumace par le tribunal populaire libyen et condamné à mort en novembre 1971.
Le régime de Mouammar Kadhafi a décrit l’administration du roi Idris comme ayant été faible, incompétente, corrompue, anachronique et manquant de références nationalistes, une présentation qui allait être largement adoptée.
En 1983, à l'âge de 93 ans, le roi Idris décède dans un hôpital du district de Dokki au Caire. Il est enterré au cimetière Al-Baqi', Médine, Arabie Saoudite.

## Postérité
Selon Vandewalle, la monarchie du roi Idris « a engagé la Libye sur la voie de l'exclusion politique de ses citoyens et d'une profonde dépolitisation » qui caractérisait encore le pays dans les premières années du XXIe siècle. Il informe l’ambassadeur américain en Libye et l’un des premiers chercheurs universitaires qu’il n’a pas vraiment voulu régner sur une Libye unifiée.
La politique de Mouammar Kadhafi à l'égard de l'industrie pétrolière serait également technocratique et présenterait de nombreuses similitudes avec celle du roi Idris.
Bien que le roi soit mort en exil et que la plupart des Libyens soient nés après son règne, pendant la guerre civile libyenne, de nombreux manifestants opposés à Kadhafi portent des portraits du roi, notamment en Cyrénaïque. Le drapeau tricolore utilisé à l'époque de la monarchie est fréquemment utilisé comme symbole de la révolution et est réadopté par le Conseil national de transition comme drapeau officiel de la Libye.

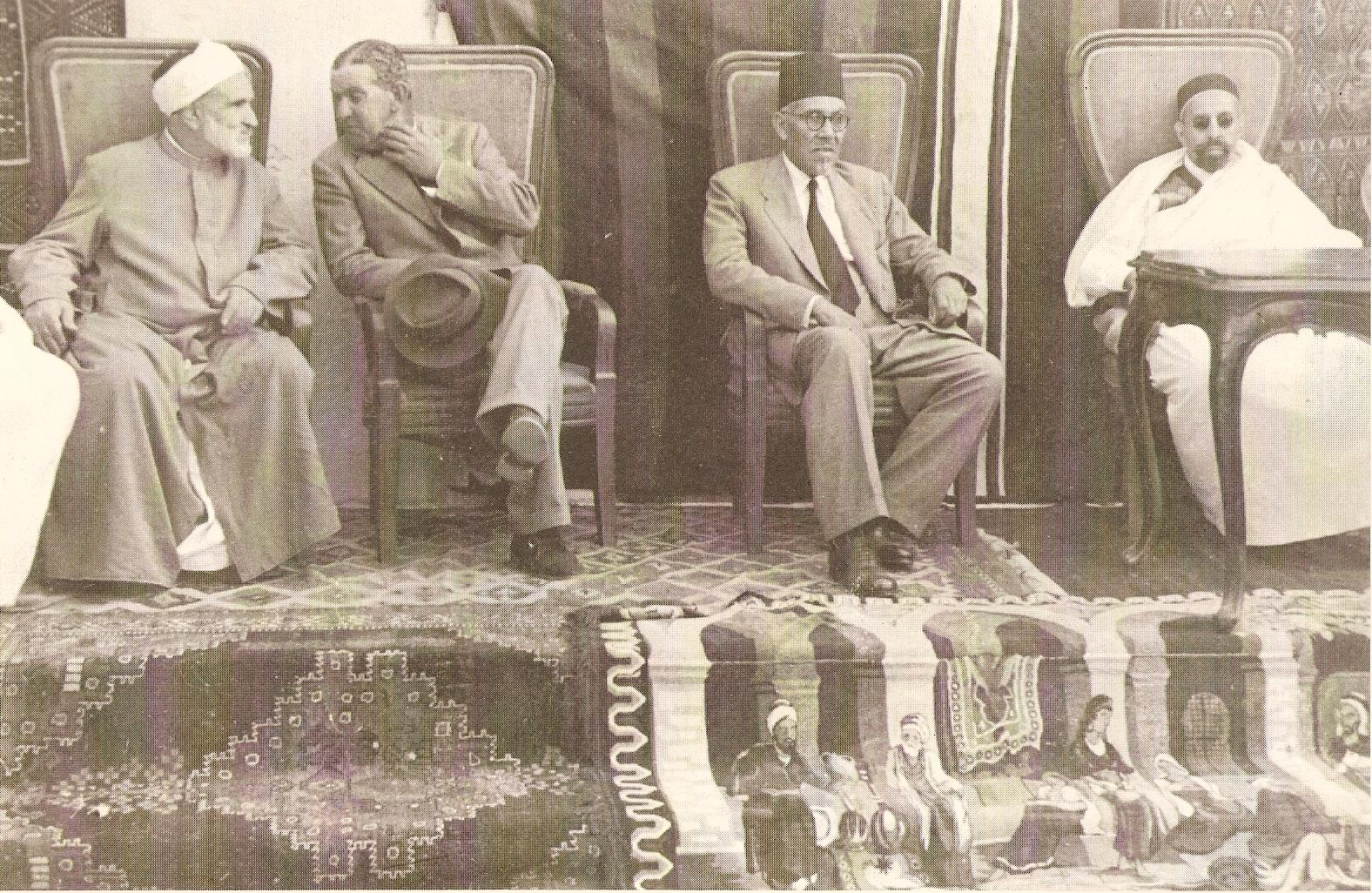
De gauche à droite, Cheikh Mohammed Abu al-Assad al-Alem, mufti de Tripoli, le gouverneur britannique de Homs, Bashir al-Saadawi, le président du parti Mutamar et Idris al-Sanussi, émir de Cyrénaïque.
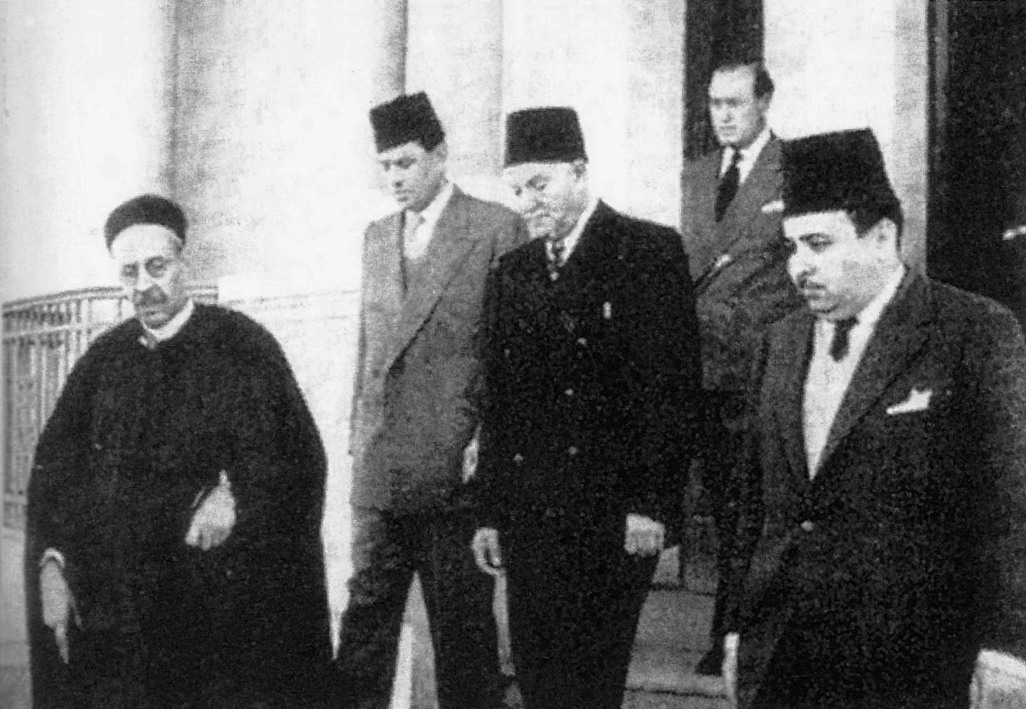
Le gouvernement de Cyrénaïque avec l'émir Idris (à gauche).
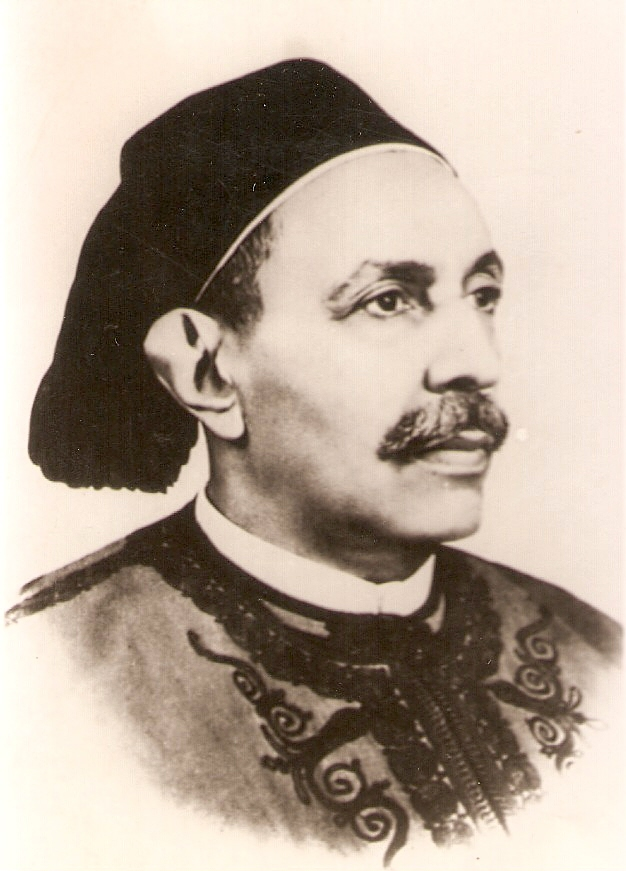
le roi idris vers 1951
Étendard royal

## Honneurs

Étendard royal du roi de Libye

Idris Ier est grand maître des ordres libyens suivants :
- Ordre d'Idris Ier
- Grand ordre de Sayyid Mohammed ben Ali al-Senoussi
- Ordre de l'Indépendance
- Étoile du service national Al-Senoussi
- Médaille de libération de l'armée Al-Senoussi

Il a reçu les distinctions étrangères suivantes :
- Ordre impérial de la maison d'Osman 1re classe (Empire ottoman) (1918)
- Noblesse (Nishan-i-Majidieh) 2e classe (Empire ottoman) (1918)
- Collier de l'ordre d'Al-Hussein ibn Ali (Jordanie)
- Chevalier grand-croix honoraire de l'ordre de l'Empire britannique (1954 – KBE en 1946) (Royaume-Uni)
- Collier de l'ordre de Souveraineté (Maroc)
- Grand cordon de l'ordre du Nil (Égypte)
- Grand-croix de l'ordre national de la Légion d'honneur (France)
- Grand cordon de l'ordre de l'Indépendance (Tunisie)
- Grand cordon de l'ordre national du Cèdre (Liban)
- Grand-croix de l'ordre du Mérite de la République italienne (Italie)
- Grand-croix de l'ordre du Sauveur (Grèce)